# Aeroporto internazionale Cat Bi
L'aeroporto internazionale Cat Bi (IATA: HPH, ICAO: VVCI) (Cảng hàng không quốc tế Cát Bi in vietnamita) è un aeroporto internazionale situato a Haiphong, nel nord del Vietnam.

## Storia
Durante la guerra d'Indocina l'aeroporto venne utilizzato dall'aeronautica francese per operazioni contro i Viet Minh, con un crescente supporto della United States Air Force a partire dal 1953. Nella notte tra il 6 ed il 7 marzo 1954 la base venne attaccata dai Viet Minh che riuscirono a distruggere un B-26 e sei Morane-Saulnier MS.500. Tra il 13 marzo ed il 6 maggio 1954 la Civil Air Transport, supportata dalla CIA, operò 682 missioni in supporto alle truppe francesi impegnate nella battaglia di Dien Bien Phu. Il 22 maggio 1954, dopo la sconfitta francese, la base venne abbandonata e le operazioni francesi trasferite alla base aerea di Da Nang.
Durante la guerra del Vietnam l'aeroporto venne utilizzato dalla aeronautica militare nordvietnamita ed attaccato il 9 ed il 10 febbraio 1968 dall'aeronautica statunitense.
Dopo la fine della guerra, è stato aperto alle operazioni civili a partire dal 1985 come aeroporto nazionale. Tra il 2011 ed il 2016 è stato sottoposto a importanti lavori di ammodernamento, diventando ufficialmente un aeroporto internazionale nel maggio 2016. Il nuovo terminal passeggeri è stato costruito tra il 2015 ed il 2016 ed è entrato in servizio il 12 maggio dello stesso anno.